# Кошляков, Николай Сергеевич
Николай Сергеевич Кошляков (23 июля 1891, Санкт-Петербург — 23 сентября 1958, Москва) — советский учёный-математик и педагог. Член-корреспондент АН СССР.

## Биография
Родился в семье крупного чиновника, главного инспектора почт и телеграфов России Сергея Александровича Кошлякова. Ещё в гимназии проявил склонность к занятиям математикой и самостоятельно овладел дифференциальным и интегральным исчислениями.
В 1914 году окончил физико-математический факультет Петербургского университета, во время учёбы в университете заинтересовался вопросами аналитической теории чисел и в связи с этим трудами Г. Ф. Вороного, что оказало значительное влияние на всю его дальнейшую научную деятельность.
После успешной сдачи магистерских экзаменов в Петербургском университете получил место приват-доцента в Пермском университете, где проработал до 1919 года.
В 1918—1925 годах преподавал в Таврическом университете, доцент, с 1922 года — профессор.
Преподавал в Ленинградском государственном университете (1925—1941), где заведовал кафедрой общей математики, и в Ленинградском электротехническом институте (1926—1941), заведующий кафедрой высшей математики.
В 1933—1936 годах работал в Математическом отделе Физико-математического института им. В. А. Стеклова АН СССР, затем МИ АН СССР. Избран в АН СССР по Отделению математических и естественных наук (математика) 1 февраля 1933. Был исключён из Академии в связи с арестом, восстановлен в звании члена-корреспондента Указом Президиума АН 13 ноября 1953 № 68.
Арестован в блокадном Ленинграде в конце 1941 года по делу «Союза старой русской интеллигенции» (обвиняемыми по этому делу проходили также математик А. М. Журавский, профессор Н. В. Розе, член-корреспондент В. С. Игнатовский) 13 января 1942 года военным трибуналом Ленинградского фронта приговорён к расстрелу, заменённому Президиумом Верховного Совета СССР на 10 лет заключения. Находился в лагере, но по состоянию здоровья был освобождён от общих работ (на лесоповале). Сын Н. С. Кошлякова сумел передать ему вместе с личными вещами оттиски ранее опубликованных им работ, а также второй том «Курса современного анализа» Уиттекера и Ватсона, что позволило ему заниматься математическими исследованиями, находясь в заключении. Писал выкладки на листе фанеры, периодически соскрёбывая написанное куском стекла. Выполненная им работа «Исследование одного класса трансцендентных функций, определяемых обобщённым уравнением Римана» поступила без указания имени автора на отзыв в Математический институт АН СССР, и была издана в 1949 году в виде монографии под псевдонимом Н. С. Сергеев. Одна его работа, считавшаяся им очень важной, пропала при пересылке, и впоследствии сам Н. С. не смог восстановить «содержавшихся в ней тонких рассуждений».
Опубликованная работа получила высокую оценку со стороны И. М. Виноградова, С. Н. Бернштейна и Ю. В. Линника, что способствовало изменению условий жизни Н. С. Кошлякова. В конце 1944 года он был переведён в Москву, где стал работать в теоретическом отделе конструкторского бюро СБ-1 (ныне — ОАО «НПО „Алмаз“ им. А. А. Расплетина») по оборонной тематике. Освобождён от заключения на полгода раньше срока в 1951 году с последующей полной реабилитацией. В 1951—1955 годах продолжал работать в там же в должности начальника лаборатории, а после выхода на пенсию оставался научным консультантом и членом Учёного совета предприятия.
Сыновья — океанолог М. Н. Кошляков (1930—2021) и математик, механик и физик В. Н. Кошляков (1922—2009).

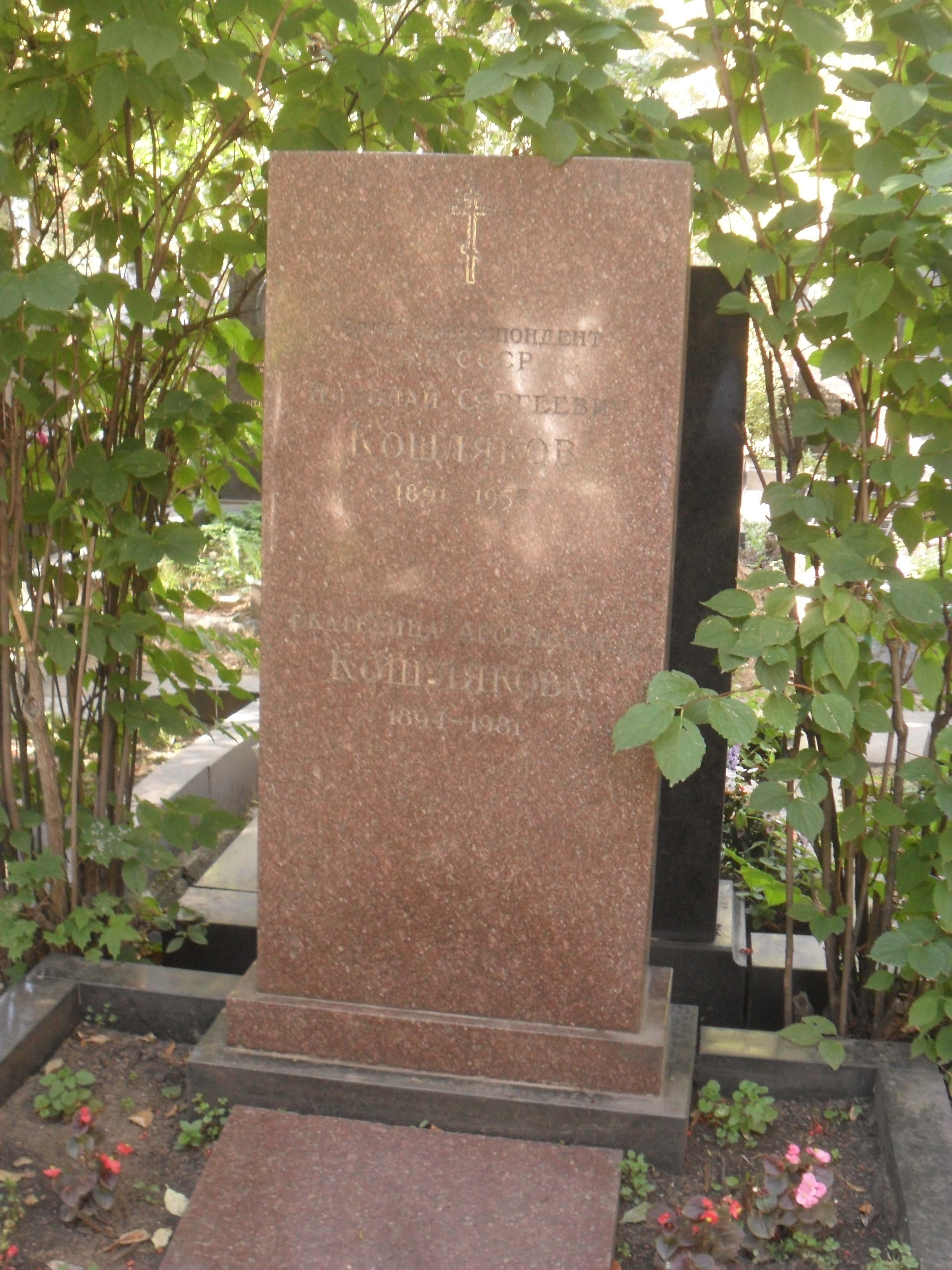
Могила Н. С. Кошлякова на Новодевичьем кладбище Москвы

Скончался 23 сентября 1958 года от кровоизлияния в мозг. Похоронен на Новодевичьем кладбище
Основные работы по теории высших трансцендентных функций и дифференциальным уравнениям математической физики.

## Награды и звания
- Сталинская премия СССР (1953).
- орден Ленина (1953).
- Член Лондонского математического общества (с 1936 года, по представлению Годфри Харольда Харди).